# 天马山镇 (巴中市)
天马山镇，原为寺岭乡，是中华人民共和国四川省巴中市巴州区下辖的一个乡镇级行政单位。2019年12月，撤销梓橦庙镇、寺岭镇，设立天马山镇，以原寺岭镇和原梓橦庙镇柳岗社区、柳岗坪村、朝阳洞村、刘家坡村、谢家湾村、修行寺村所属行政区域为天马山镇的行政区域。

## 行政区划
天马山镇下辖以下地区：
柳岗社区、柳岗坪村、朝阳洞村、刘家坡村、谢家湾村、修行寺村，桂花井社区、南垭社区、寺岭村、茶园村、狮子寨村、花场村、天堂村、安家坝村、鸡公寨村、金石村、大寺村、天南村、高顶寨村、板桥口村、方碑村、贺家河村和三清界村。